# 皇居東御苑
皇居東御苑（こうきょひがしぎょえん）は、日本の東京都千代田区にある皇居附属の御苑。皇室関連施設。宮内庁の管轄。

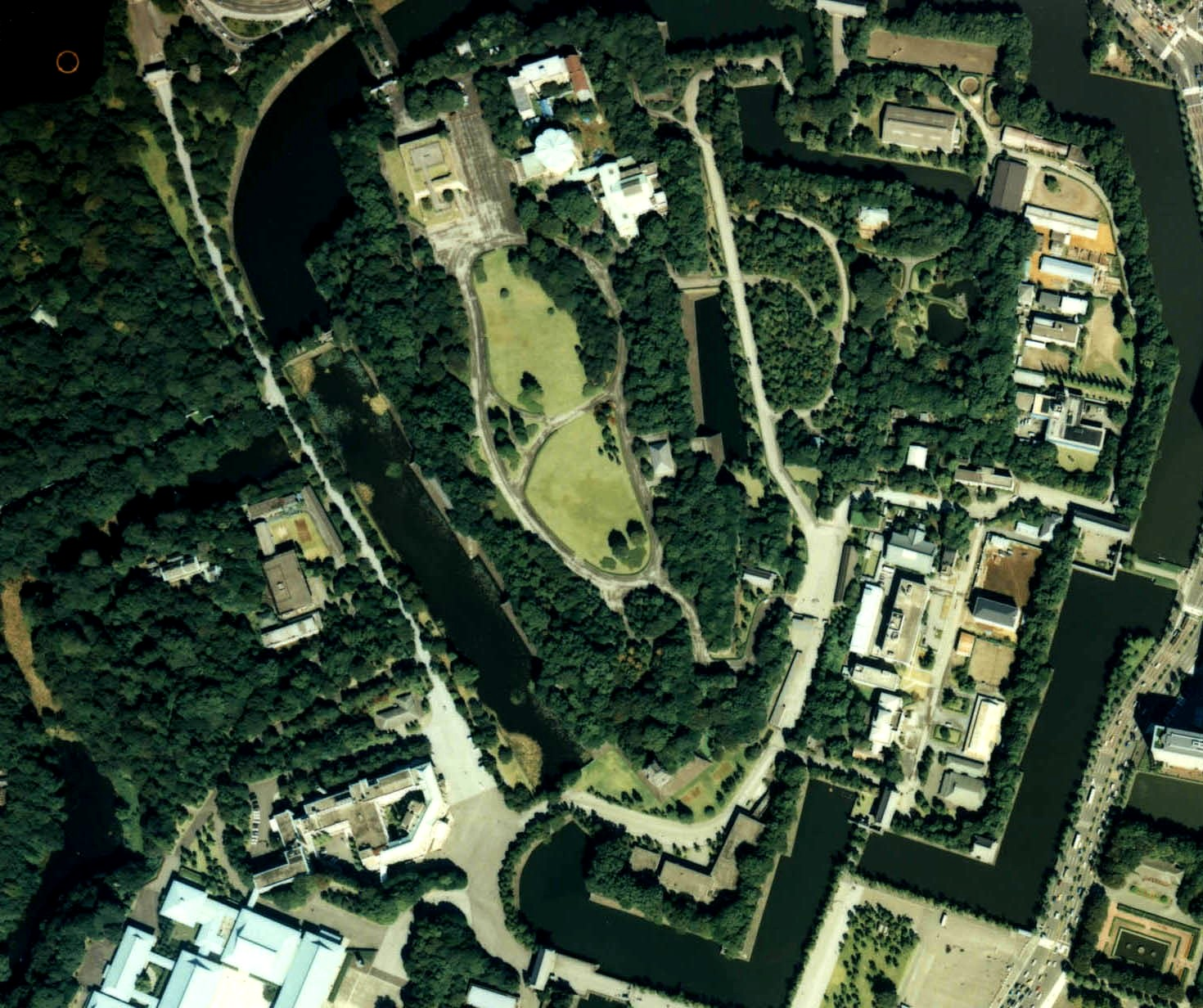
空中写真（1989年撮影）

## 概要
当地はかつての江戸城の本丸・二の丸・三の丸に位置する。本丸には江戸幕府将軍の住居である本丸御殿や天守閣があり、城の中枢であった。
全域を宮内庁が管轄し、1968年10月1日から宮中行事に支障のない限り一般に公開されている。苑内は自然が豊かで、昭和天皇の発意により武蔵野の自然を再現した二の丸雑木林や、果樹の古品種園、上皇明仁の所望でヒレナガニシキゴイが放流されている池などがある。このほか日本庭園や皇室関連の施設、江戸城の遺構など歴史的な史跡も見ることができ、国内のみならず海外からの旅行者も多く訪れる。苑内には宮内庁関係の施設があるため立ち入り禁止の区域がある。
平成以降、皇位継承に伴う重要儀式「大嘗祭」の舞台となる「大嘗宮」は、苑内の本丸地区に設営されている。
2018年3月27日に開園以来の来場者数が3000万人に達した。

## 沿革
- 1959年（昭和34年） - 総理府に設置された皇居造営審議会が、1945年（昭和20年）の空襲で宮殿等が焼失した皇居内の西側地区に新しい宮殿や御所を建設するとともに、皇居東側地区を皇居附属庭園とすることを内閣総理大臣に答申[12]。
- 1960年（昭和35年） - 内閣が上記答申に基づいて皇居造営について閣議決定[12]。
- 1961年（昭和36年） - 皇居東御苑の造成が始まる[12]。
- 1966年（昭和41年） - 香淳皇后の還暦を記念して、天守閣跡の隣接地に桃華楽堂が落成[1]。
- 1967年（昭和42年） - 大手門渡櫓の復元工事が完了[12]。
- 1968年（昭和43年） - 皇居東御苑の造成工事が完了。10月1日開園[12]。
- 1969年（昭和44年） - 皇居東御苑で園遊会が催される（唯一の例で、以後は赤坂御用地で開催）[12]。
- 1983年（昭和58年） - 昭和天皇の発意により、二の丸に雑木林の造成を開始[12]。
- 1985年（昭和60年） - 二の丸雑木林の造成が完了[12]。
- 1990年（平成2年） - 本丸に大嘗宮が設営され、大嘗祭が行われる[9]。
- 1991年（平成3年） - 天皇明仁（現・上皇）の所望により、二の丸庭園の池にヒレナガニシキゴイを放流（2014年〈平成24年〉および、2018年〈平成30年〉に再び放流）[7][12]。
- 1993年（平成5年） - 三の丸尚蔵館が開館[12]。
- 1995年（平成7年） - 天皇の発意により、苑内の草木に、和名と科名・学名を記載した植物の名札が付けられる[12]。
- 1996年（平成8年） - 天皇の発意により、本丸に竹林及びバラ園を造成[12]。
- 1997年（平成9年） - 従来立ち入りが制限されていた本丸大芝生を開放[12]。
- 2002年（平成14年） - 天皇の発意により、二の丸に新雑木林を造成[12]。
- 2007年（平成19年） - 二の丸に秋の七草コーナーを造成。天皇の発意により、同所に解説板を設置。本丸に果樹古品種園を整備することが、天皇の発意により開始[12]。
- 2009年（平成21年） - 果樹古品種園の整備が完了。天皇・皇后が、スペイン国王・王妃から贈られたヨーロッパアカマツを本丸に植える（3月）。天皇・皇后が結婚50年を記念して、入園者への贈り物として、新しい植物名札を苑内の木々に取り付ける（3月）。天皇・皇后がバラ園にフローレンス・ナイチンゲールを植える（9月）[12]。
- 2016年（平成28年） - 富士見多聞内部の公開。富士見櫓前の公開エリアの拡大[12]。
- 2018年（平成30年） - 累計入園者数3000万人到達（3月）。開園満50年を迎える（10月）[12]。
- 2019年（令和元年） - 本丸に大嘗宮が設営され、大嘗祭が行われる[10]。

## 主な施設
- 三の丸尚蔵館 - 宮内庁所管の美術品、絵画など貴重な品々を展示している。1993年開館。入館料は無料。
- 宮内庁書陵部庁舎 - 40万点に及ぶ皇室の古文書と全国に存在する陵墓の管理を行っている。
- 宮内庁楽部庁舎
- 皇宮警察本部庁舎
- 桃華楽堂 - 香淳皇后の還暦を祝い、1966年に建てられた音楽堂。
- 同心番所 - 同心が江戸城へ登城する大名の供を監視した。以前はこの番所の前に橋があり、御三家を除く全ての大名・役人はここで乗り物から降りて徒歩で本丸へ登った。
- 百人番所 - 本丸・二の丸へ続く大手三之門を警護していた門。鉄砲百人組と呼ばれる甲賀組、伊賀組、根来組、二十五騎組の同心100人が昼夜交代で警護に当たった。
- 大番所 - 本丸へと通じる中之門警備のための詰所で、最後の番所であり、位の高い与力・同心によって警護されていたとされる。
- 諏訪の茶屋
- 富士見櫓 - 現在のものは明暦の大火の後（1659年）に再建されたもの。江戸城の天守は、明暦の大火で焼失した後に再建されることがなかったので、それ以後、江戸城のほぼ中央に位置していたこの富士見櫓を天守の代わりにした。
- 松の廊下跡
- 天守台（江戸城天守跡） - 本丸の北端に位置している。最初の天守は1607年に完成し、このときの天守台は少し南にあった。3代将軍家光が大改修を行い、最終的な完成をみたのは1638年。この時、現在の天守台ができた。天守は、外観5層、内部6階建てで、天守台を含めた高さが58mであり、天気が良ければ房総半島からでも見ることができたという。しかし、明暦の大火で焼失してしまい、再建する案もあったが、家光の弟である保科正之（会津松平家藩主）の反対により再建は延期され、それ以後、天守は建設されなかった。

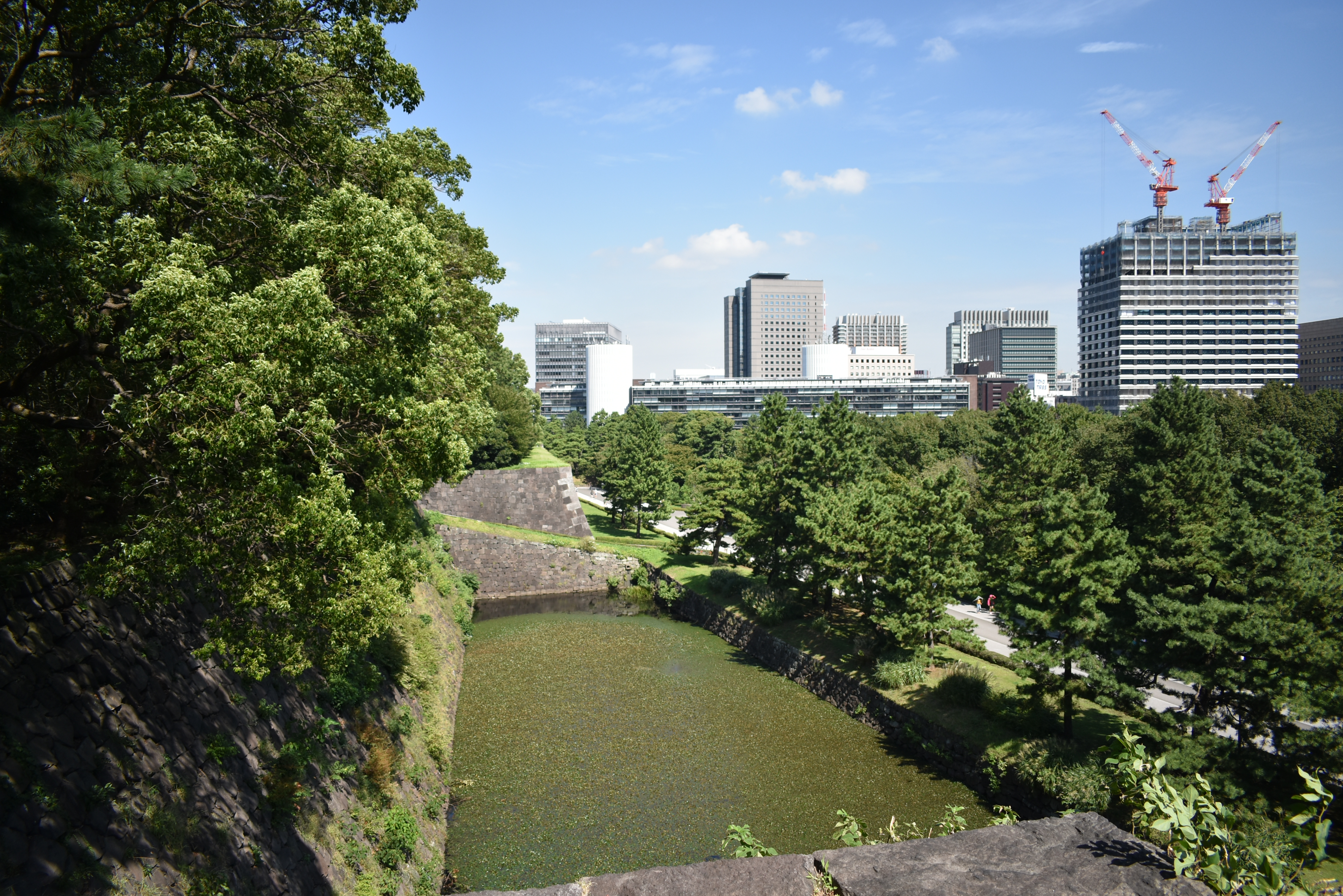
展望台 - 江戸城本丸跡の西側、本丸休憩所の裏手から登った先、白鳥濠の脇に展望台がある。もとは御台所前三重櫓があった場所で、1863年（文久3年）に焼失した後、再建されることがなかった。眼下の白鳥濠は、本丸と二の丸の間に残った唯一の濠で、1635年（寛永12年）年、二の丸拡張工事の際、本丸と二の丸・三の丸との間にあった内濠は白鳥濠を除いて埋め立てられた。江戸城は本丸と白鳥濠を隔てた二の丸は標高差が10mほどあり、かつての日比谷入江の海岸段丘のヘリに位置する。白鳥濠を見下ろし、大手町や丸の内のビル群を眺望できる。
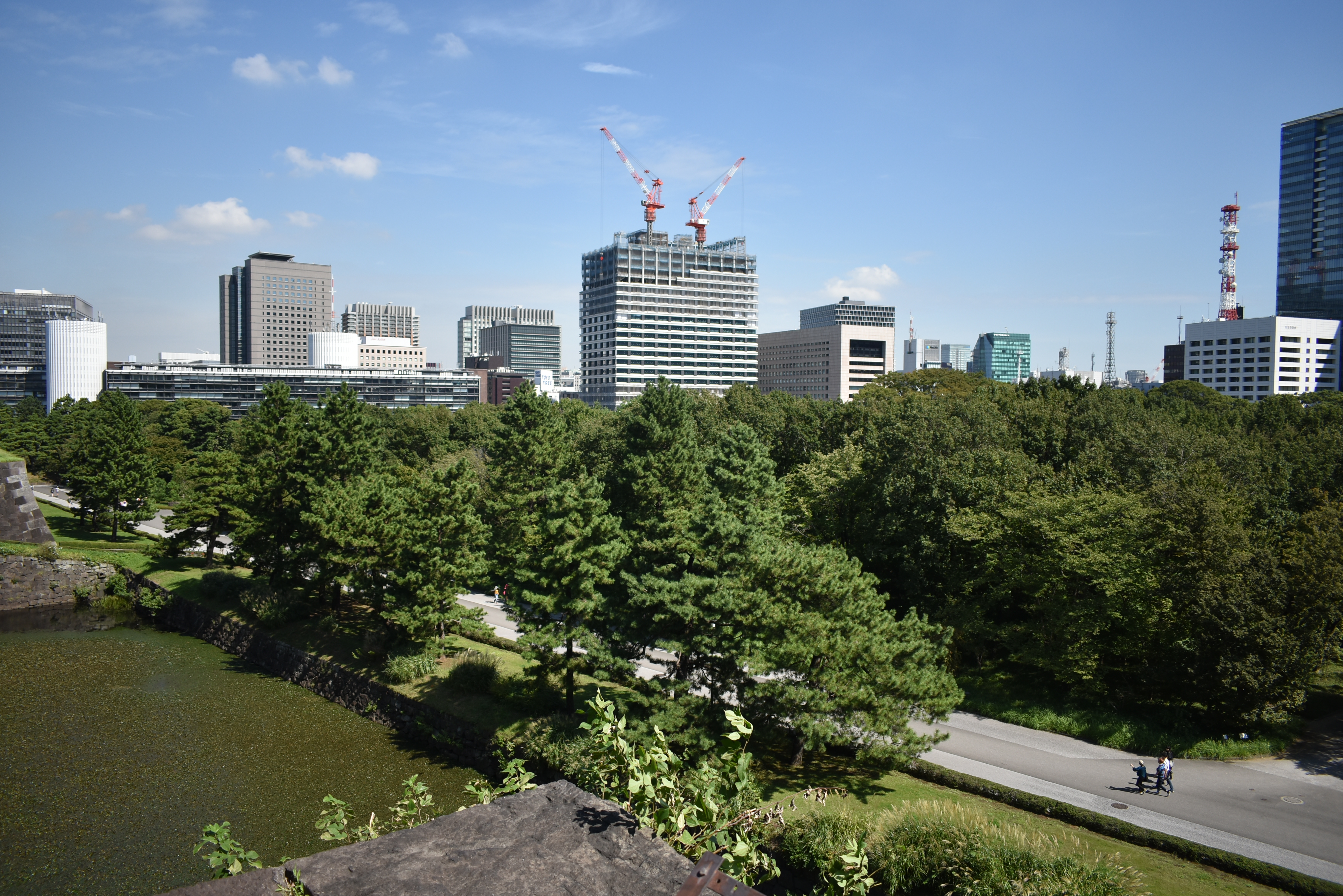
大手町眺望
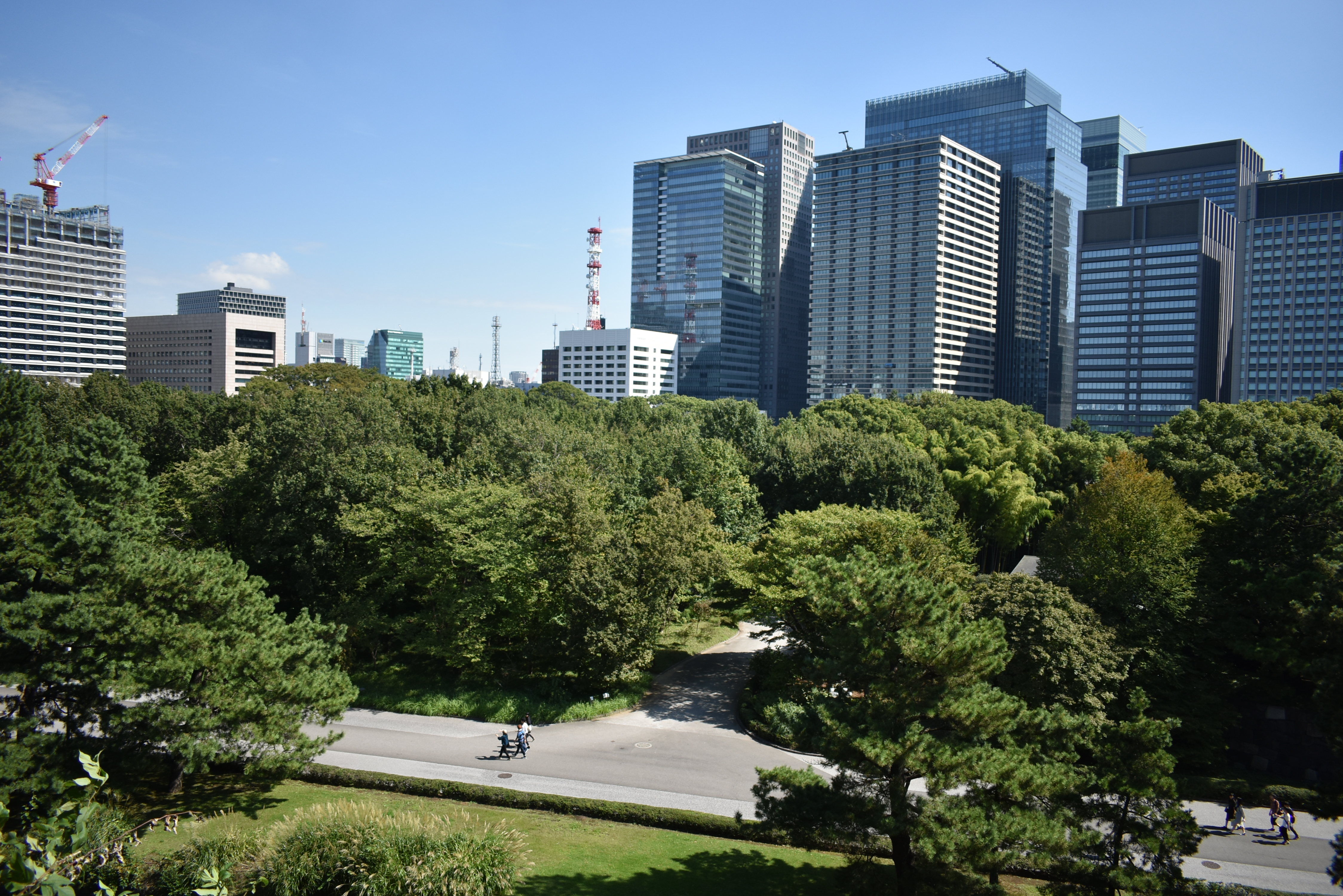
同左
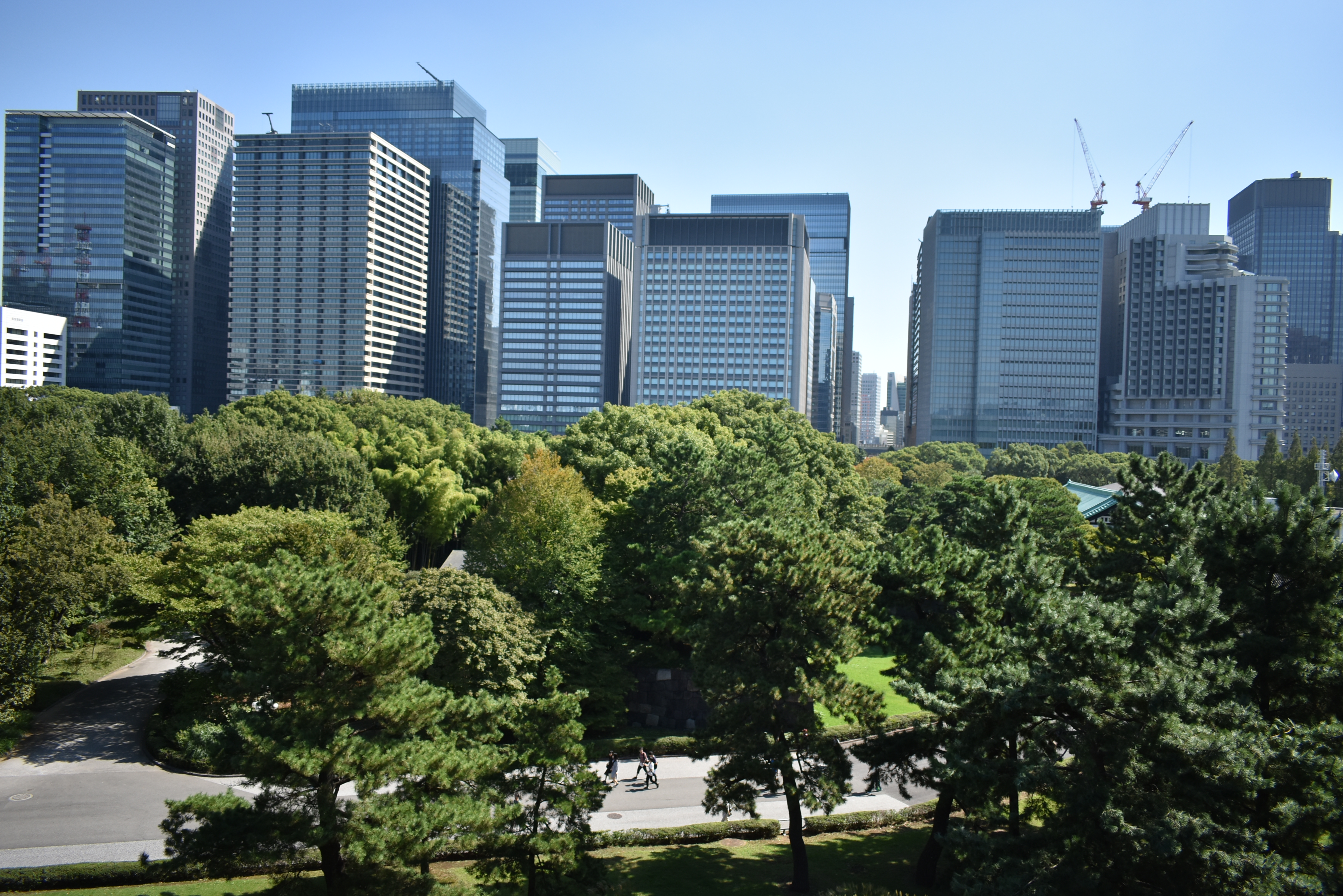
丸の内眺望
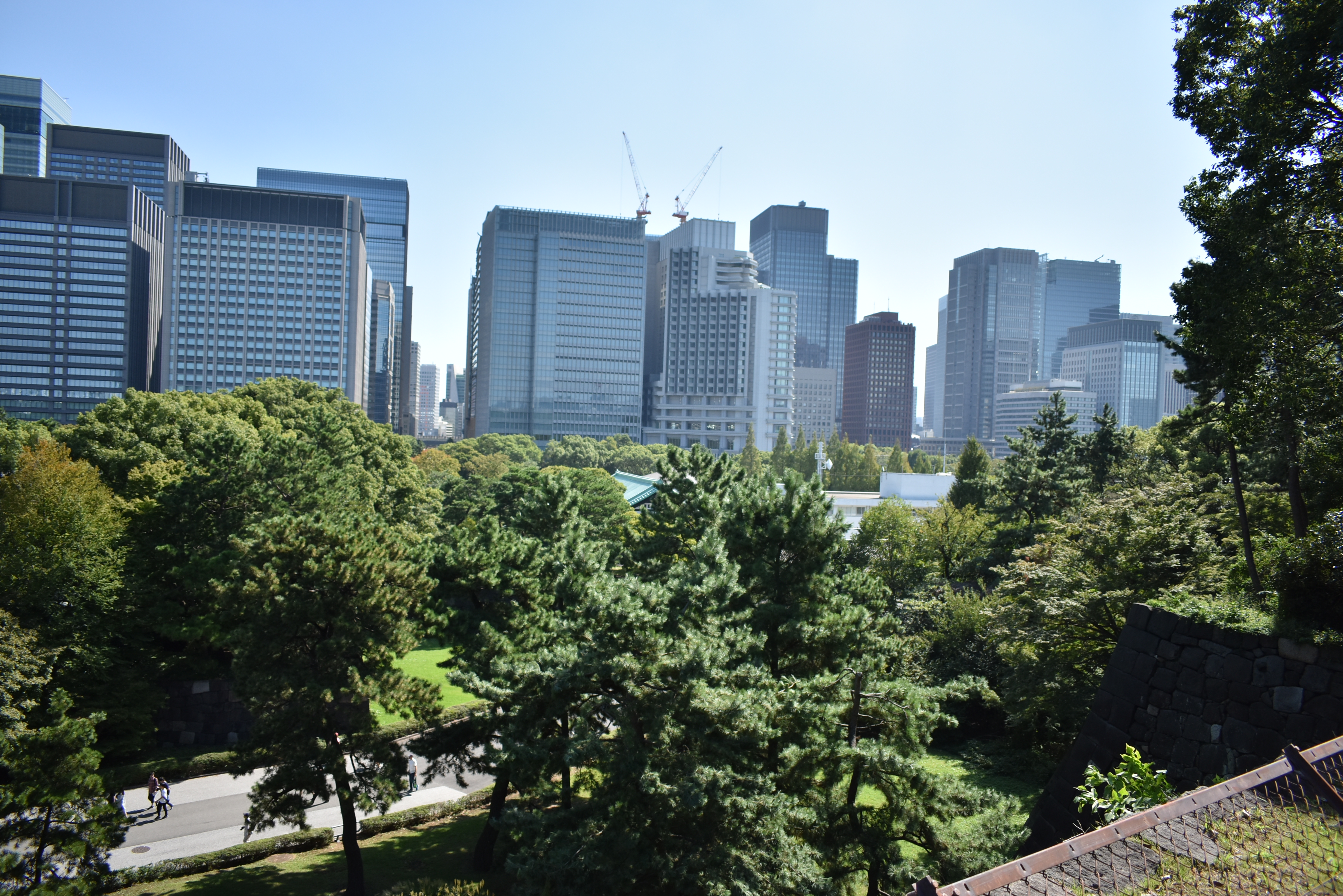
同左
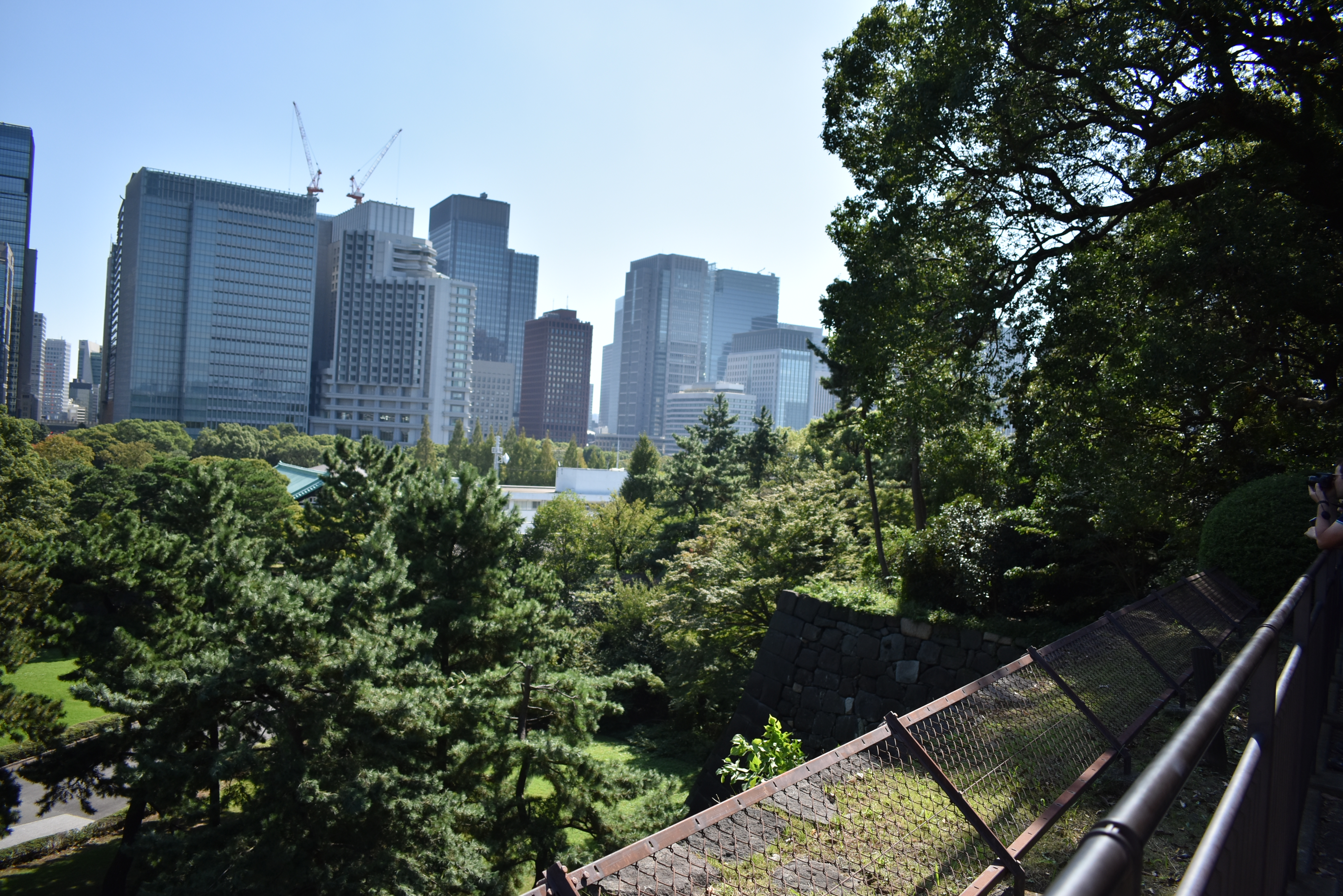
日比谷眺望

- 本丸休憩所増築棟 - 寛永期の天守を1/30スケールで再現した江戸城天守復元模型が公開されている[13]。

### ギャラリー

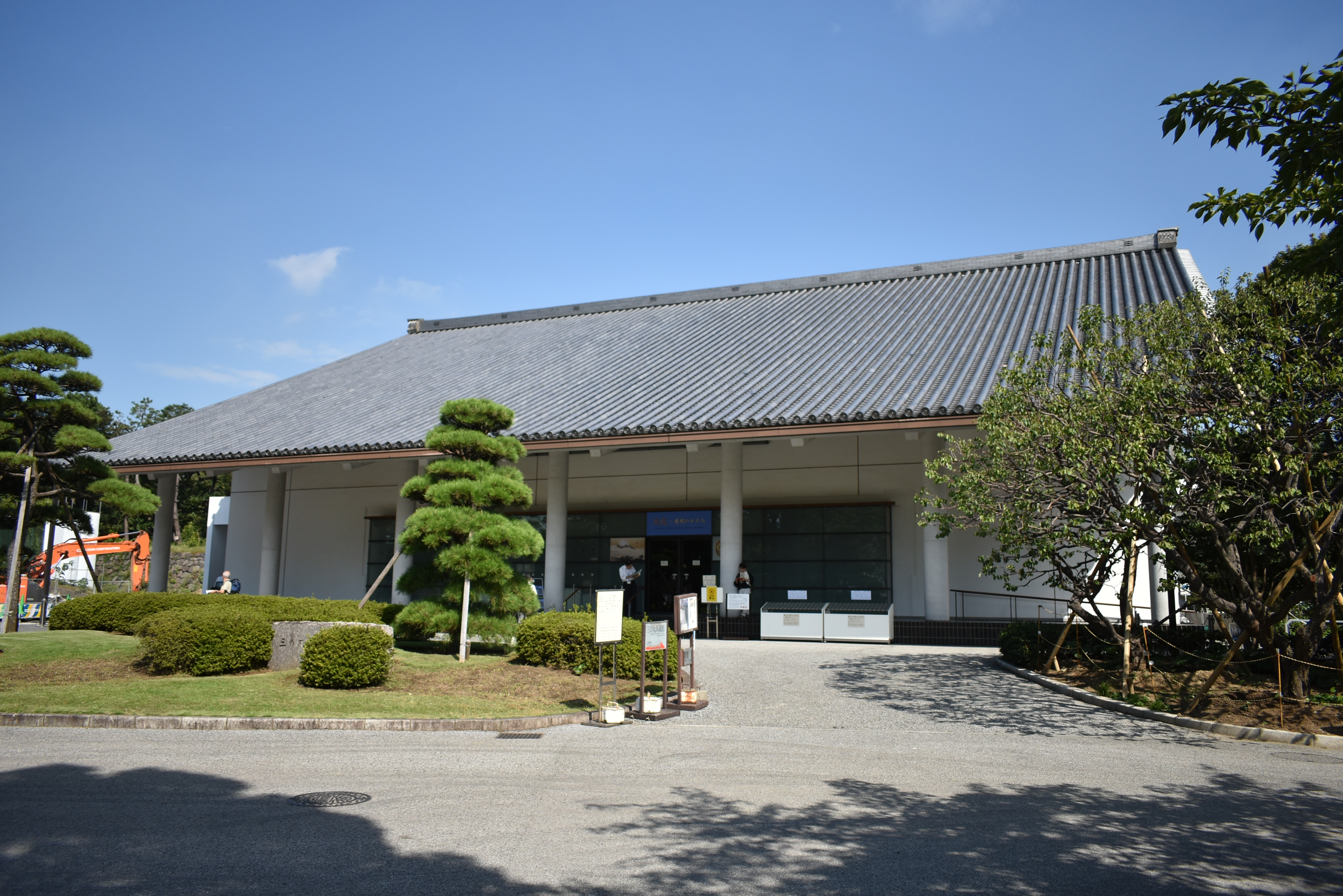
三の丸尚蔵館
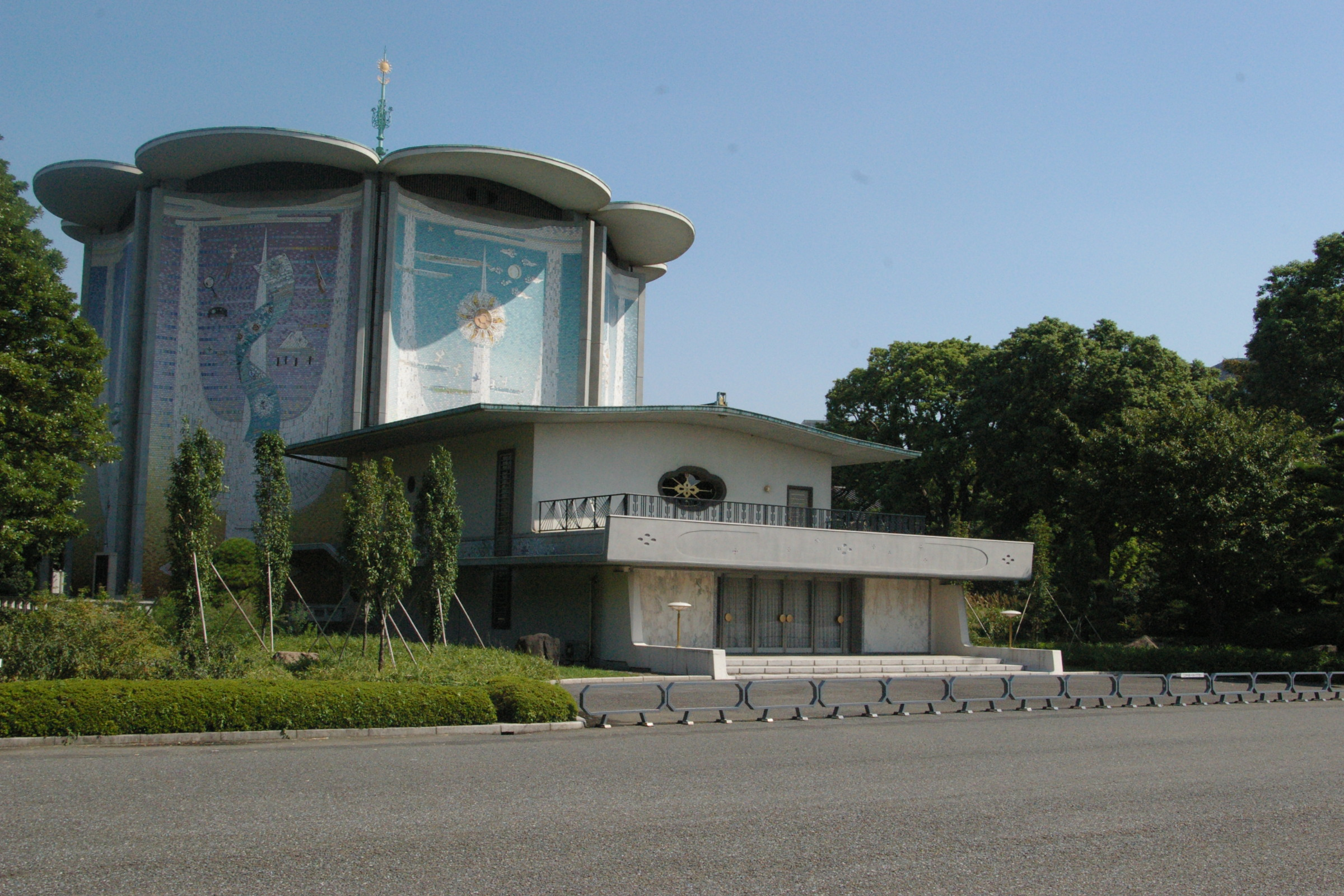
宮内庁楽部桃華楽堂
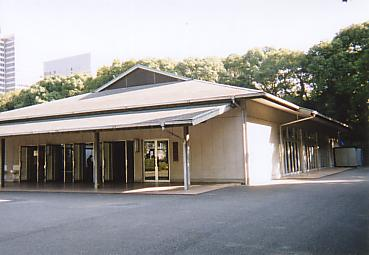
窓明館（皇居参観者休所）
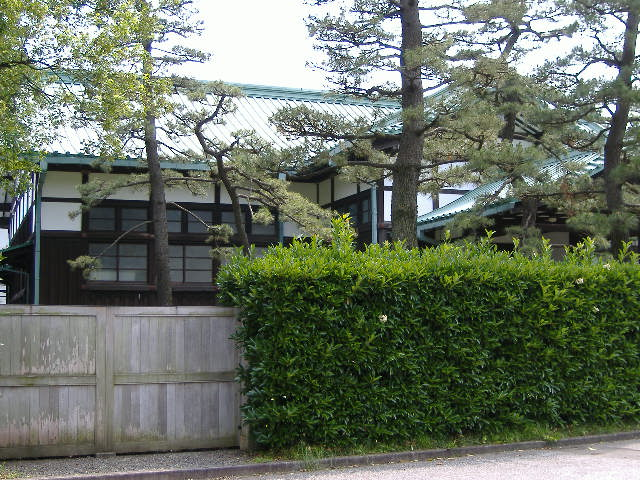
済寧館（皇宮警察本部練武場）1933年竣工
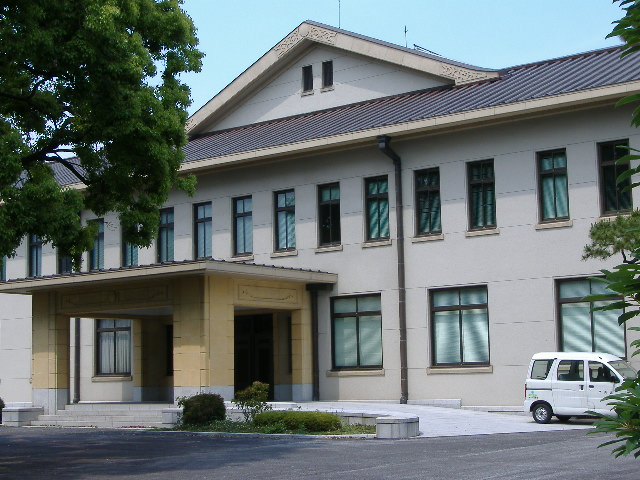
楽部庁舎
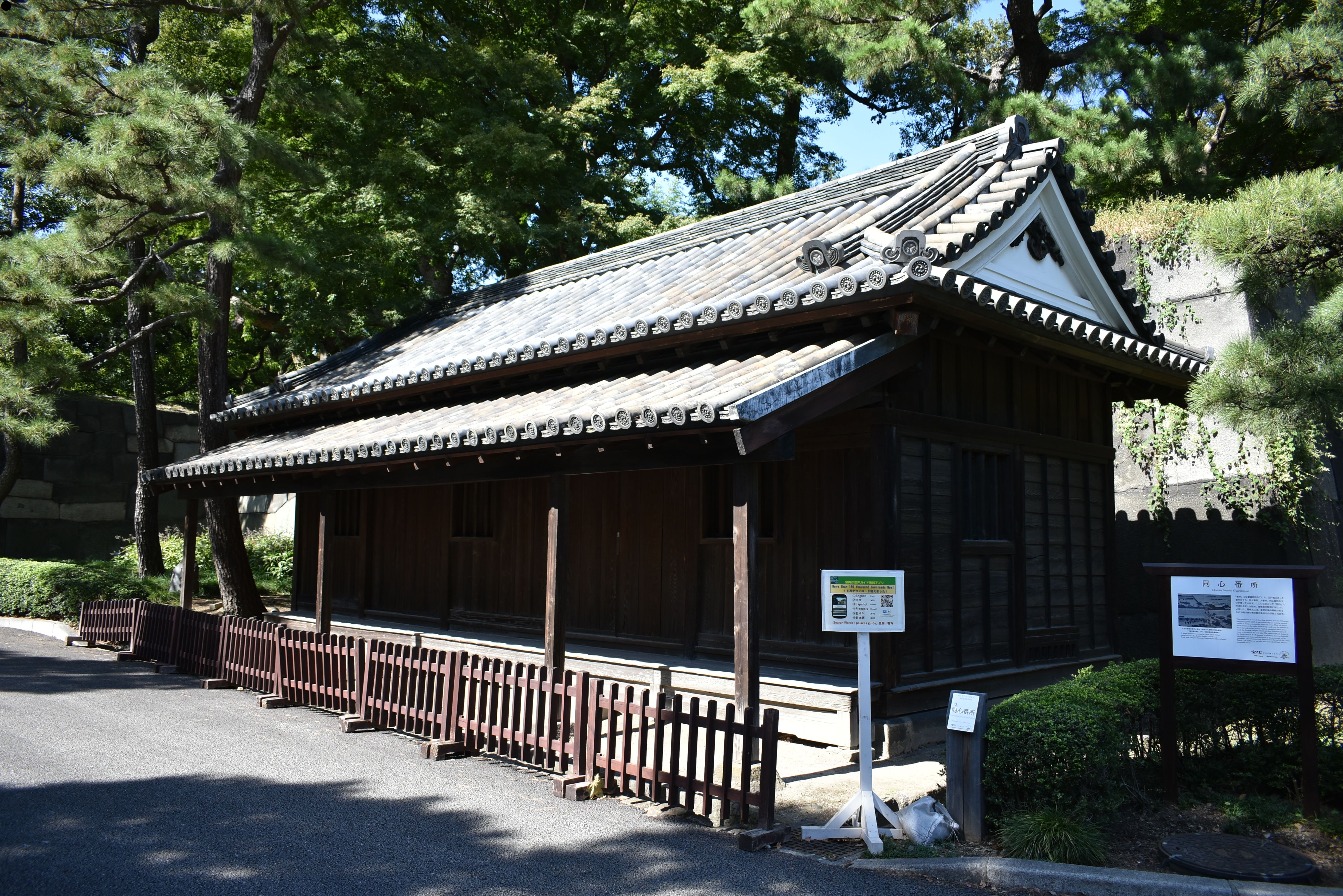
同心番所
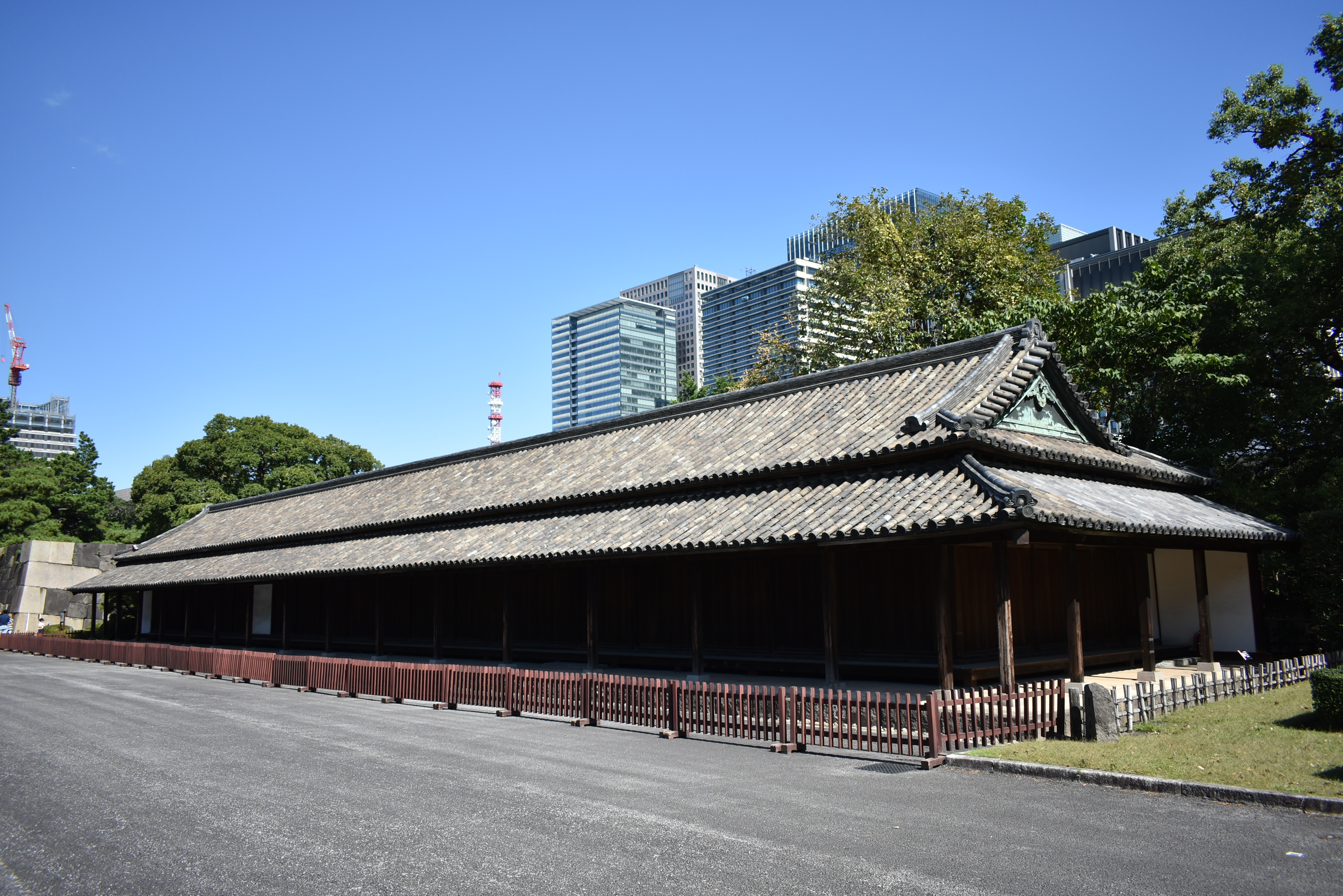
百人番所
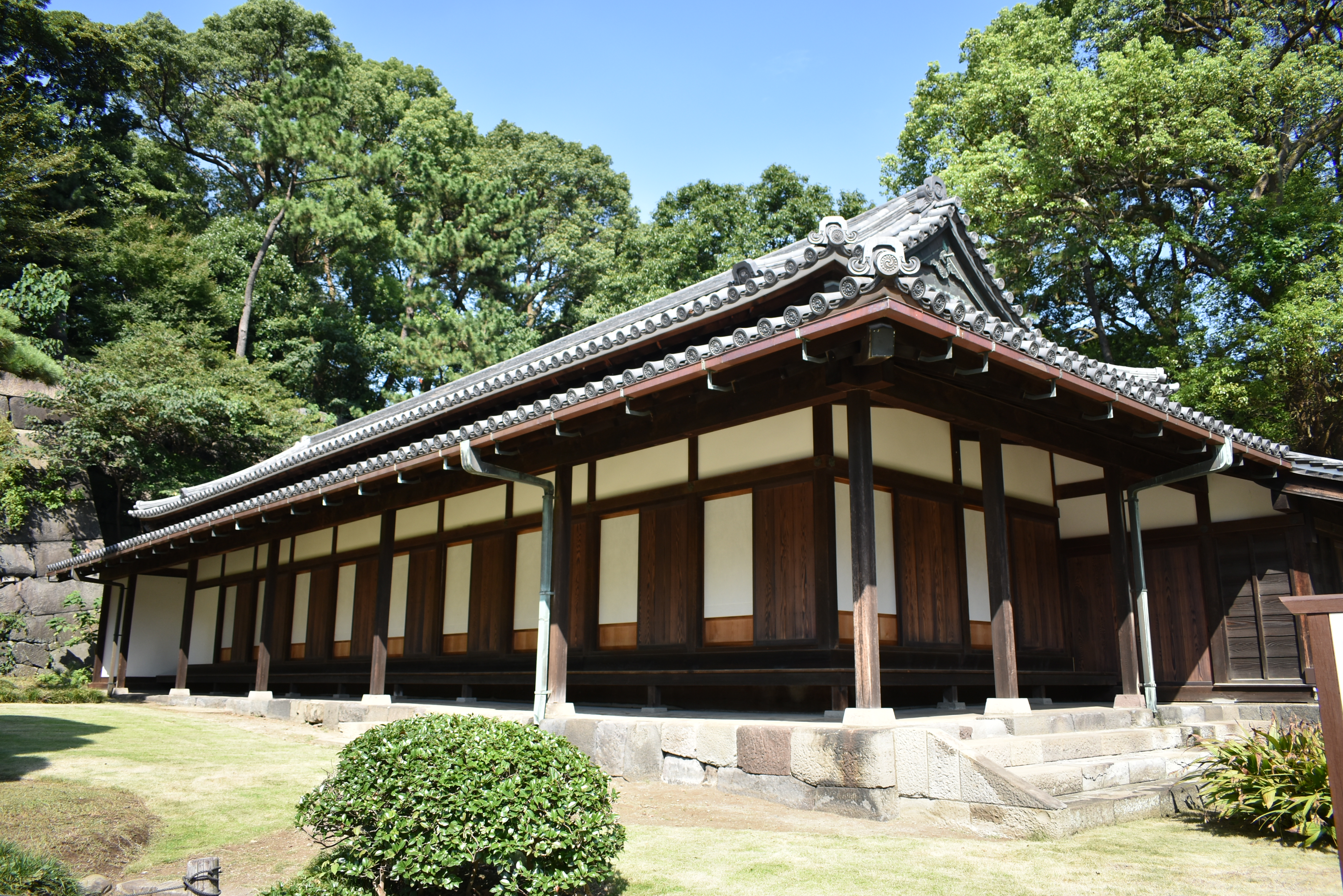
大番所
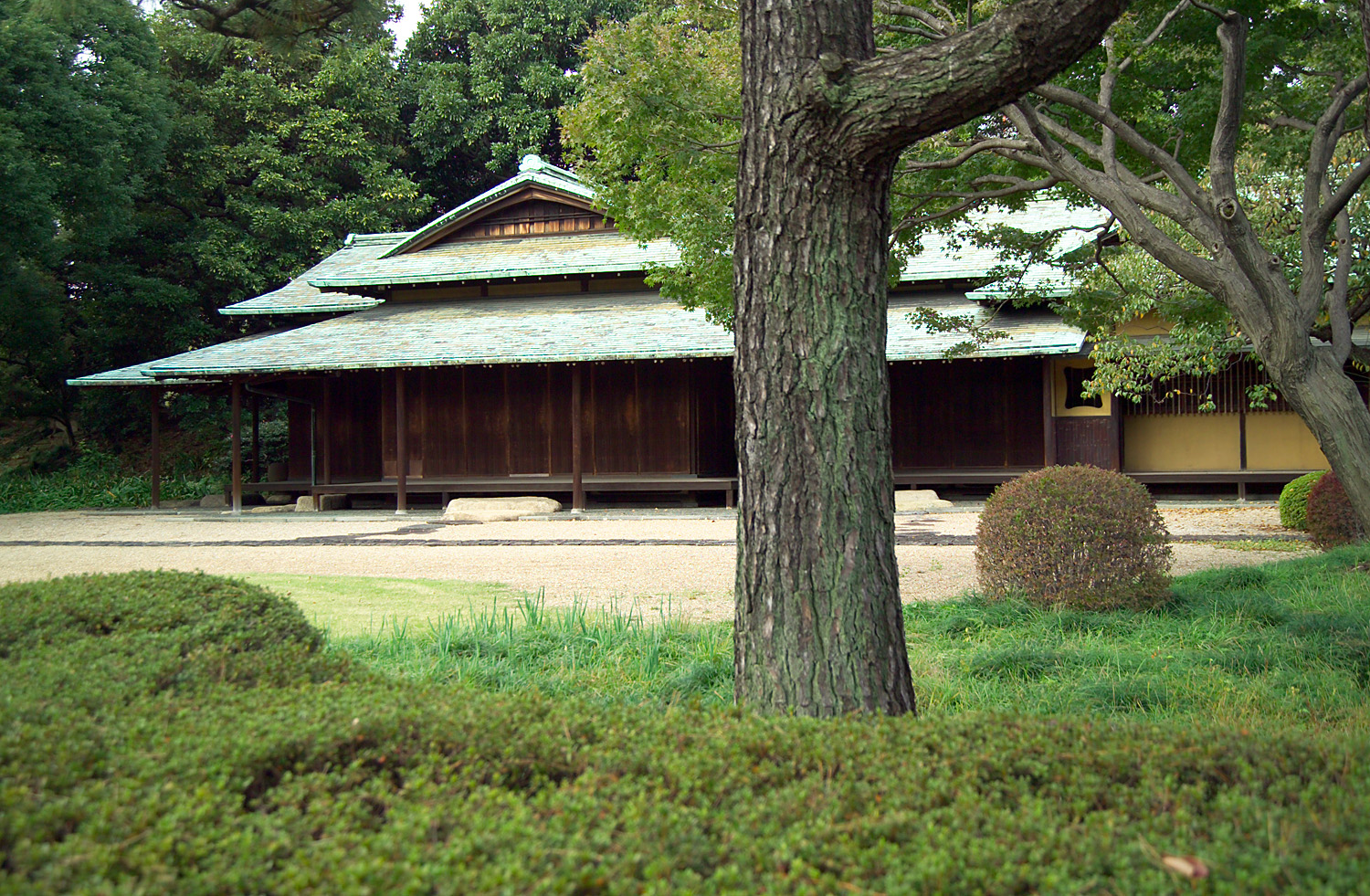
諏訪の茶屋
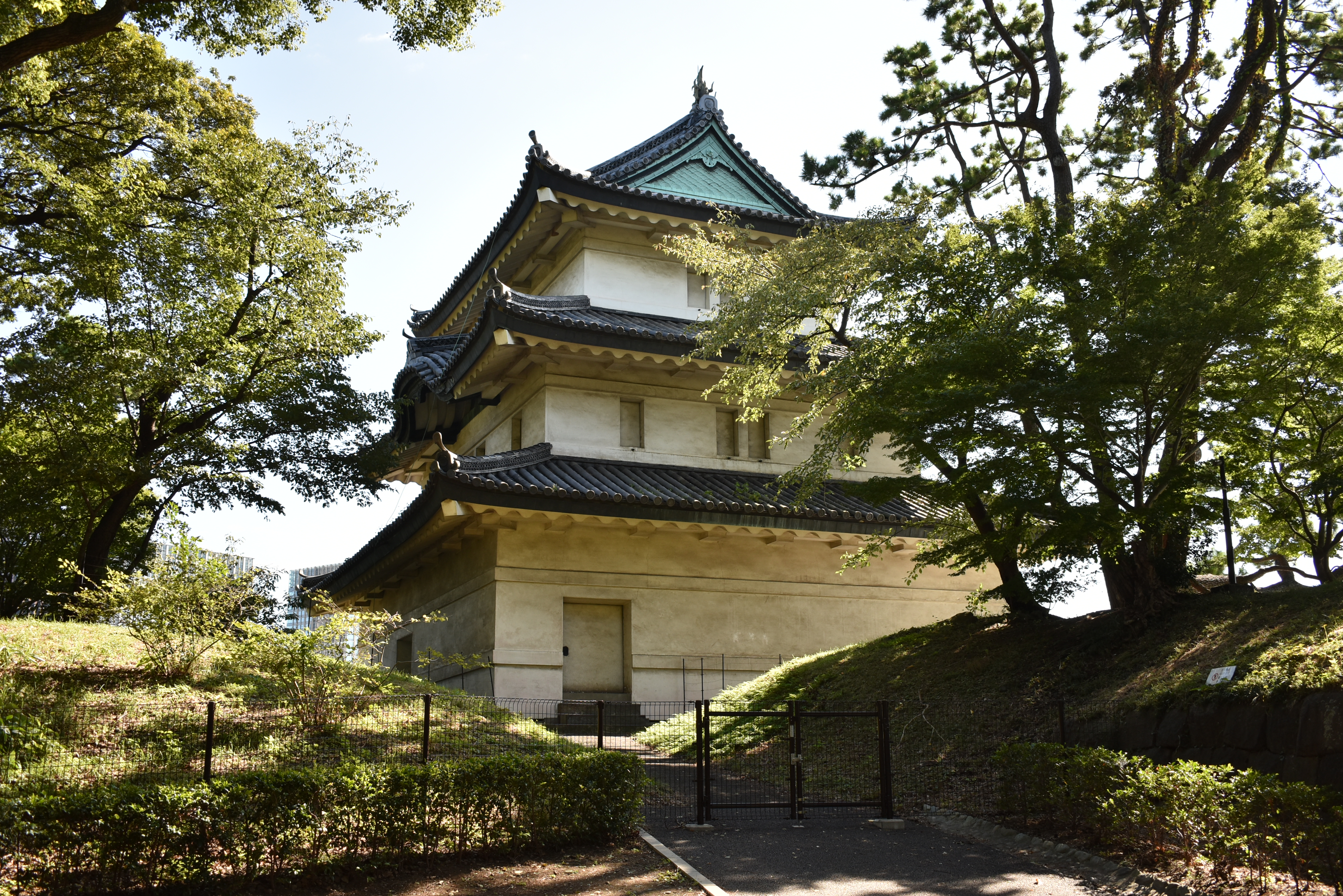
富士見櫓
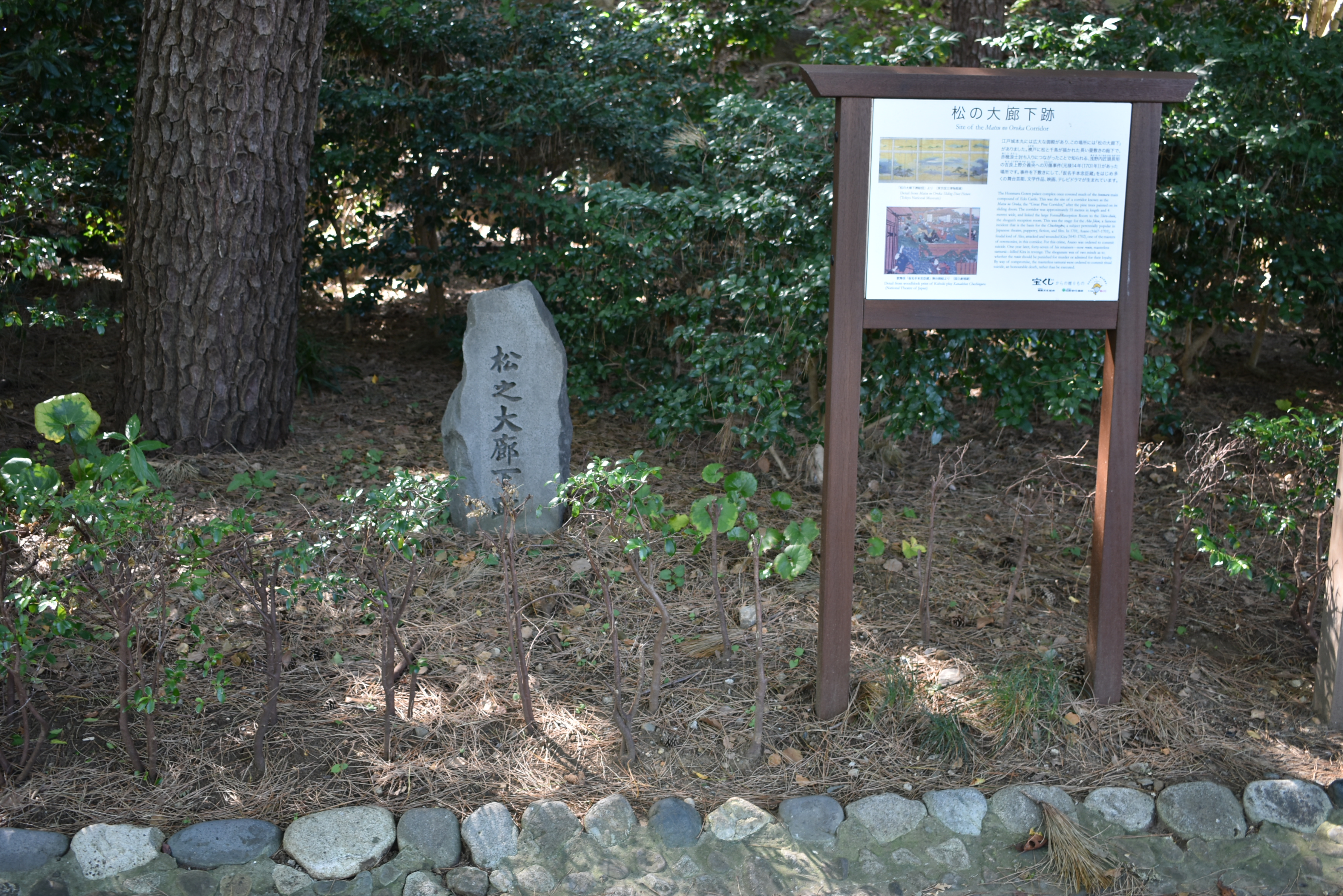
松の廊下跡碑
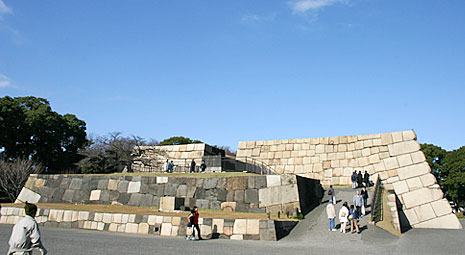
江戸城天守跡（天守台）
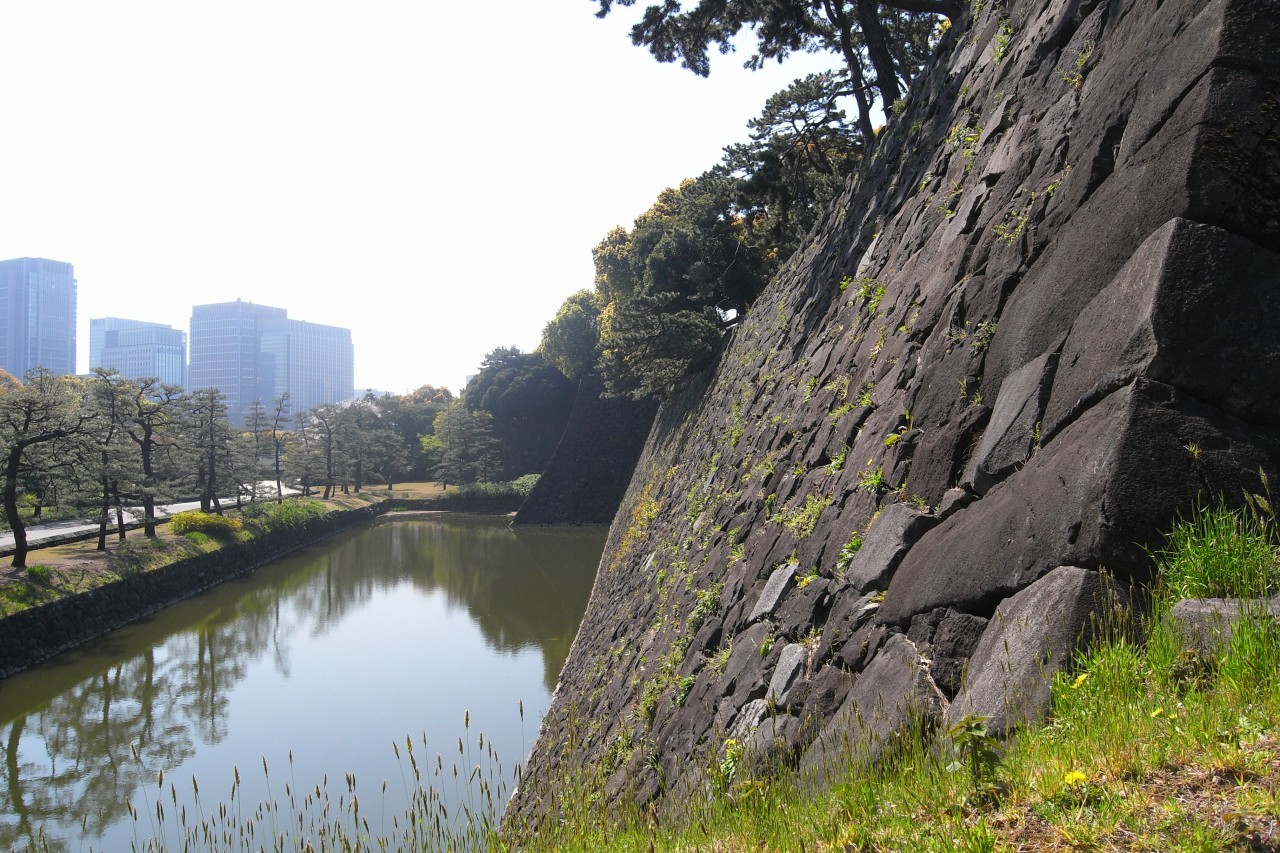
汐見坂から白鳥濠
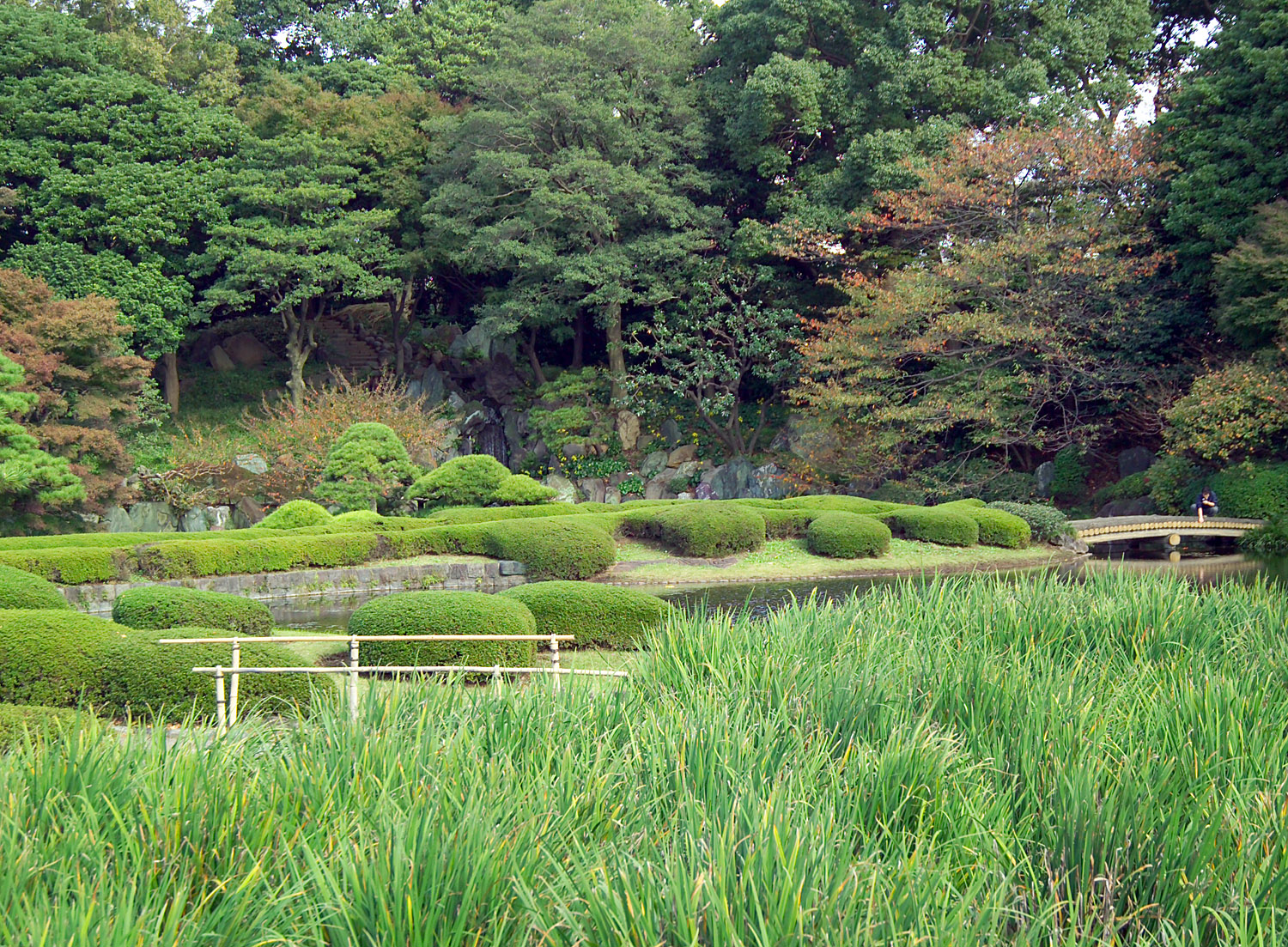
御苑内の日本庭園
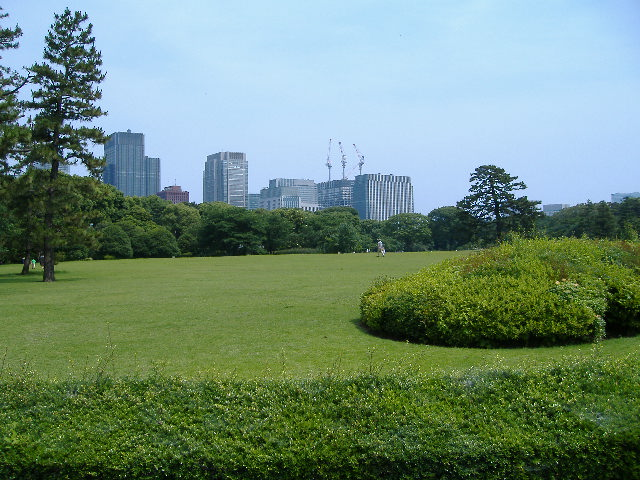
江戸城本丸跡
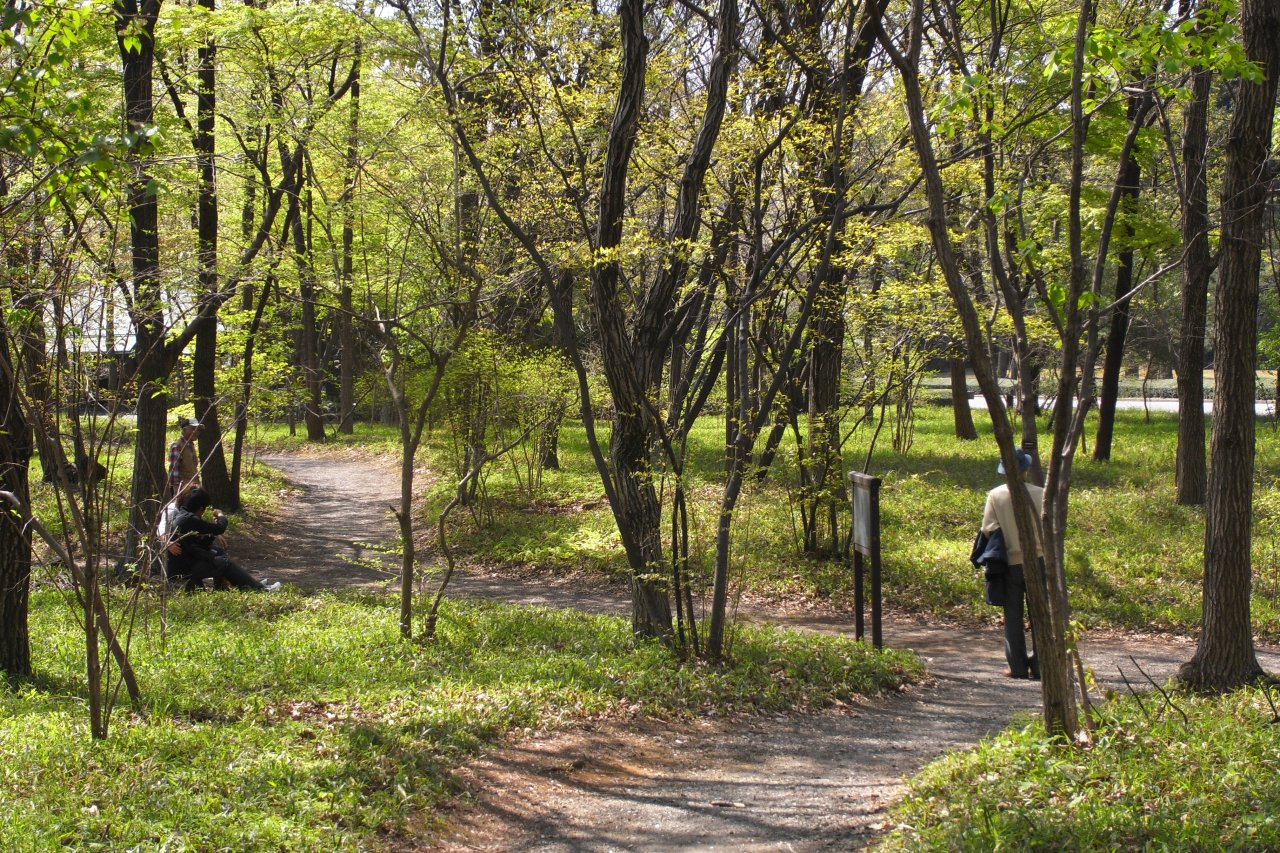
二の丸雑木林
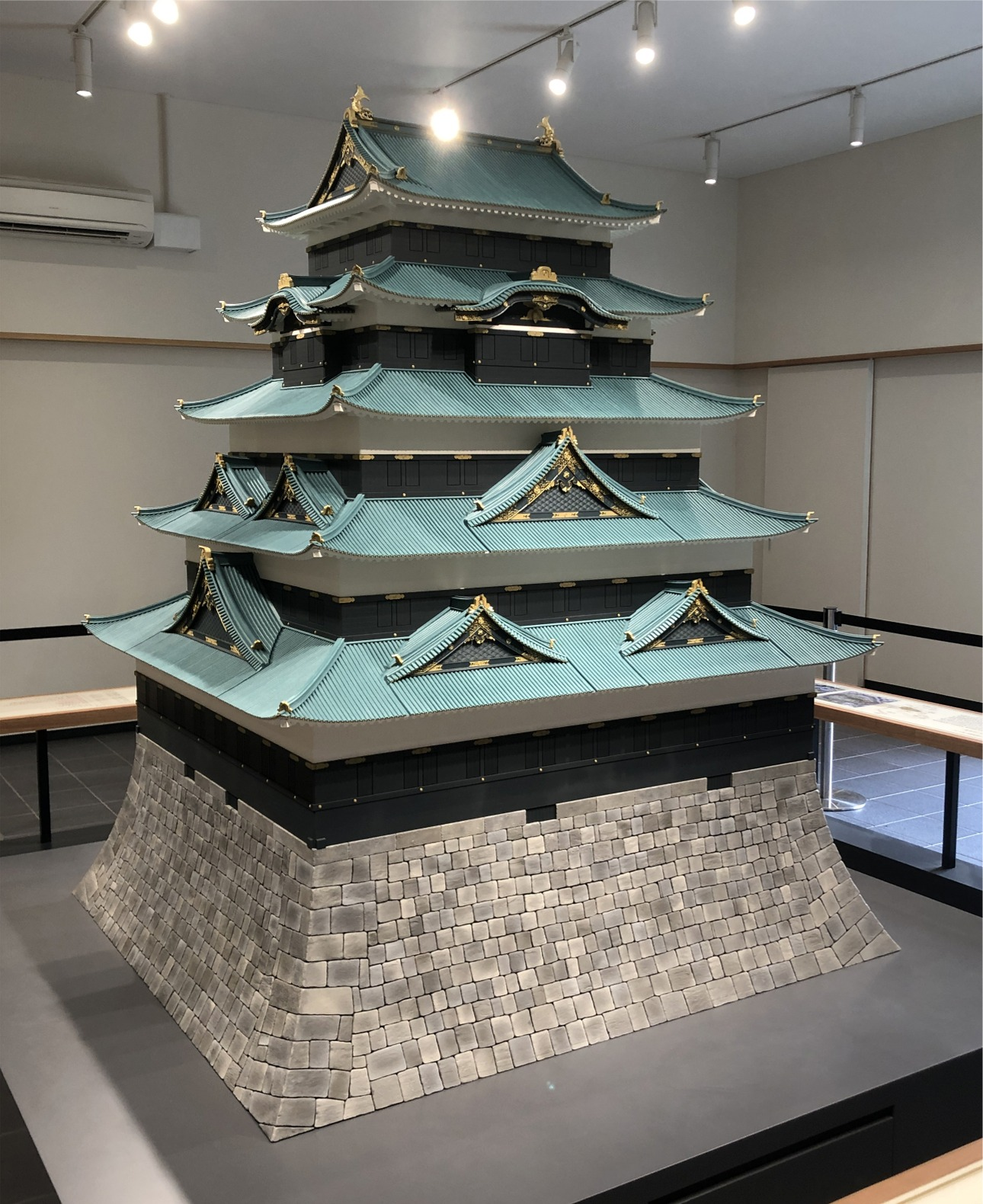
江戸城天守復元模型（本丸休憩所増築棟）

皇居東御苑 展望台 - 2019年9月28日撮影
- 直下は白鳥濠、内神田眺望
- 大手町眺望
- 同左
- 丸の内眺望
- 同左
- 日比谷眺望

## アクセスなど
- 大手門・平川門・北桔橋門の各門より出入りする。利用可能駅は以下の通り。
  - 大手町駅徒歩5分
  - 竹橋駅より徒歩5分
  - 二重橋前駅より徒歩10分
  - 東京駅より徒歩15分（丸の内側）
- 入園料:なし（無料）。
- 公開日:原則として月曜日と金曜日以外の各日に公開している（天皇誕生日以外の祝日の場合は公開。月曜日が祝日の場合は翌火曜日が休園）。その他、天皇誕生日、年末年始（12月28日から翌年1月3日）や臨時に休園する日あり。
- 公開時間:午前9時から午後4時45分（4月15日から8月末日）、午前9時から午後4時15分（3月1日から4月14日、9月1日から10月末日）、午前9時から午後3時45分（11月1日から2月末日まで）いずれも、入園は閉園の15分前まで。
- 入園者が定員超過した場合、一時的に入園を中止することがある。
- 入園の際には手荷物検査を受け、入園票を受け取り、退園時に返却する[14]。

## 外部サイト
- 皇居東御苑（宮内庁）
- 皇居東御苑案内（公益財団法人 菊葉文化協会）